# Txatxalaca celluda
La txatxalaca celluda (Ortalis superciliaris) és una espècie d'ocell de la família dels cràcids (Cracidae) que habita zones arbustives i de bosc de les terres baixes del nord-est del Brasil.